# Барух Шамлиев
Барух Шамлиев е български журналист.

## Биография
Работи в БНР (Радио София) където прави коментари на икономическа тематика. Също така е работил във вестниците „Труд“, „Работническо дело“, „Поглед“, „Дума“, „Диалог (вестник)“.
Един от гостите е, които присъстват във френското посолство в София на закуска с тогавашния френски президент Франсоа Митеран.
През 1937 – 1938 г. е секретар на еврейското читалище в София.
Завършва Юридическия факултет на СУ „Св. Климент Охридски“.
Почива на 3 декември 2005 г., покосен от инфаркт като гост на 46-ия конгрес на БСП.

## Публикации
- Реформата: какво по-нататък? (5/1991) (Ходът на икономическата реформа поставя редица проблеми от теоретически и практически характер. Намирането на техния правилен отговор...)